# Dinomaque
Dinomaque (aussi appelée Deinomachè) est la petite-fille de Clisthène et la mère d'Alcibiade.

## Alliances matrimoniales
Périclès, suivant la coutume d'Athènes, a d'abord été marié à l'une de ses proches parentes : Dinomaque, petite-fille de Clisthène, avec qui il a deux fils, Paralos et Xanthippe,. Celle-ci avait déjà été mariée à Hipponicos Ammon, membre d'une puissante famille ayant compté de nombreux prêtres. Périclès divorce ensuite de Dinomaque et la remarie à Clinias, homme politique et stratège particulièrement riche issu de la famille noble des Alcméonides. Loin d'être une source de discorde, ces mariages renforcent les liens de solidarité entre les différents époux. Dinomaque a, avec Clinias, deux fils, Alcibiade et Clinias.
À la mort de Clinias en -447 à la Bataille de Coronée, Périclès devient le tuteur de ses enfants, dont Alcibiade.